# معراج السعادة (كتاب)
معراج السعادة هو كتاب في الأخلاق الإسلامية مع منحى عقلي ونقلي، من تأليف المولى أحمد النراقي (النراقي الثاني)، نجل المولى محمد مهدي النراقي. يعتبر هذا الكتاب تلخيصا لكتاب جامع السعادات بلغته الفارسية والذي بيّن فيه المواضيع الأخلاقية بطريقة عقلية.

## أسلوب الکتابة
إنّ أسلوب الكتابة في معراج السعادة هو أسلوب بسيط حتی يکون مفيدا لعامة الناس، وقد سعى المؤلف أن تكون مواضيعه مشفوعة بالنقل والروايات أو مزيج من النقل والاستدلال، مع ذكر أبيات من الشعر وبلغة سهلة وممتعة بعيدة عن صعوبة المواضيع العلمية البحتة. ومن هذا المنطلق استخدام الآيات والروايات في كتاب معراج السعادة کثير.

## اختلافه مع جامع السعادات
علی الرغم من أن «معراج السعادة» يعتبر تلخيصا لكتاب جامع السعادات بلغته الفارسية، ليس ترجمة وتلخيص لجامع السعادات فقط، بل يختلف عنه في كيفية البيان والمنهج، وغالبا ما طُرح في جامع السعادات بالإجمال فقد طرحه معراج السعادة مفصلاً.
إنّ الفرق الرئيسي بين الكتابين هو أنّ جامع السعادات فيه المزيد من الاستدلال والبرهان مع منحى يعمّه العقل، أمّا معراج السعادة زاد على منحاه النقلي والخطابي في شتى المواضيع.
يلاحظ أنّ التبويب والترتيب المتـّبع وفصول وعناوين المتبعة في الكتابين قد تختلف جزئياً عن الآخر، فمثلاً؛ الباب الأول في جامع السعادات  يحتوي على ستة عشر فصلاً أمّا الباب الأول لكتاب معراج السعادة  فيحتوي على عشرة فصول، ثلاثة منها تحت عنوان واحد وفي فصلين آخرين من الباب يحويان على مضمون واحد؛ لذا لا نرى بعض الفصول في كتاب جامع السعادات مذكورة في كتاب معراج السعادة كما لا نرى بعض الفصول المذكورة في معراج السعادة في قرينه الآخر.

## حول المؤلف
مؤلف الکتاب هو أحمد بن محمد مهدي بن أبي ذر النراقي، المشهور بـفاضل النراقي هو نجل المولى محمد مهدي النراقي من علماء القرن الثالث عشر الهجري. ولد في مدينة نراق وبدأ دراسته الابتدائية عند والده. سافر إلى العراق وتلمّذ عند محمد مهدي بحر العلوم وميرزا مهدي الشهرستاني والشيخ جعفر كاشف الغطاء وعلی الطباطبائي (صاحب الرياض).
وبعد وفاة والده، تولّى المرجعية الدينية في موطنه. أحمد النراقي له مؤلفات عديدة في العلوم الاسلامية. ويمكن أن يشار إلى أشهر مؤلفاته في مجال الفقه كتابي «مستند الشیعة فی أحکام الشریعة» و«عوائد الأیام فی بیان قواعد الأحکام ومهمات مسائل الحلال والحرام» المعروف ب«عوائد الأيام» وكتابه الأخلاقي «معراج السعادة».
توفّي أحمد النراقي عام 1245 هـ.ق في مدينة كاشان ودفن في مرقد علي بن أبي طالب بالنجف.

## أبواب الكتاب
الباب الأول: مقدمات نافعة
الباب الثاني: قوى النفس الإنسانية والآخلاق الذميمة
الباب الثالث: الحفاظ على الأخلاق الحميدة من الانحراف
الباب الرابع: فضائل الأخلاق الحسنة وكيفية اكتسابها
الباب الخامس: أسرار العبادة وآدابها 

## اقرأ أيضا
- جامع السعادات

## الهوامش
1. 1 2  معراج السعادة، ص6.
2. ↑  راجع جامع السعادات، 1387هـ ش،ج1، ص37؛ معراج السعادة، ص7-8.
3. ↑  فمثلا يراجع جامع السعادات، ج1، ص 37-39.
4. ↑  راجع جامع السعادات، ج1، ص6-26.
5. ↑  جامع السعادات، ج1، ص 37-82.
6. ↑  جامع السعادات، ج1، ص 6-19.
7. ↑  نموذجاً آخراً جامع السعادات، 1387، الباب الأول، الفصل 4-5؛ معراج السعادة، الباب الأول، الفصل 7.
8. ↑  معراج السعادة، ص 16.
9. ↑  معراج السعادة، ص 21.
10. ↑  ترجمة معراج السعادة، مقدّمة المؤلف، ج 13.